# Stenospermocarpy
Stenospermocarpy là cơ chế sinh học tạo ra hiện tượng trinh sản (không hạt) trong một số loại trái cây, đáng chú ý là nhiều loại nho trưng bày.
Trong trái cây stenospermocarpic, sự thụ phấn và thụ tinh bình thường vẫn được yêu cầu để đảm bảo 'bộ' trái cây, tức là tiếp tục phát triển trên cây; tình trạng phát triển không đầy đủ tiếp theo của phôi bắt đầu phát triển sau khi thụ tinh dẫn đến một tình trạng không hạt. Phần còn lại của hạt chưa phát triển có thể nhìn thấy trong quả.
Quả của nho không hạt nhỏ hơn bình thường vì hạt tạo ra hormone gibberellin có trong thực vật, gây ra sự phình to của quả. Hầu hết các loại nho không hạt thương mại được phun gibberellin để tăng kích thước của quả và cũng để làm cho các cụm quả ít chặt hơn. Một giống cây mới, "Melissa", có quả lớn hơn một cách tự nhiên nên không cần thuốc xịt gibberellin.
Giống nho đã phát triển một số nho không hạt mới giống bằng cách sử dụng các kỹ thuật cứu phôi. Trước khi phôi thai nhỏ phát triển không đầy đủ, nó được loại bỏ khỏi quả đang phát triển và được nuôi cấy trong mô cho đến khi nó đủ lớn để tự sinh tồn. Giải cứu phôi cho phép lai giữa hai giống nho không hạt.

## Giống nho không hạt
Nho không hạt được chia thành các loại màu trắng, đỏ và đen dựa trên màu quả. Loại nho không hạt phổ biến nhất được biết đến ở Hoa Kỳ là ' Thompson không hạt ', nhưng ban đầu được gọi là 'Sultana'. Nó được cho là có nguồn gốc cổ xưa. Nó được coi là một loại nho trắng, nhưng thực sự là một màu xanh nhạt. Các giống cây trồng màu trắng khác là 'Per Muff', 'Menindee không hạt', 'Interlaken', 'Himrod', 'Romulanus', 'Lakemont', 'Fayez' và 'Remailey Seedless.' Loại không hạt màu đỏ phổ biến nhất ở Mỹ là 'Flame không hạt'. Các giống màu đỏ khác là 'Crimson không hạt', 'Ruby không hạt', 'Suffolk Red', 'Saturn' và 'Pink Reliance'. Một số giống cây trồng màu đen là 'Người đẹp đen', 'Black Monukka', 'Concord Không hạt', 'Glenora' và ' Thomcord '.